# Łagów (województwo dolnośląskie)

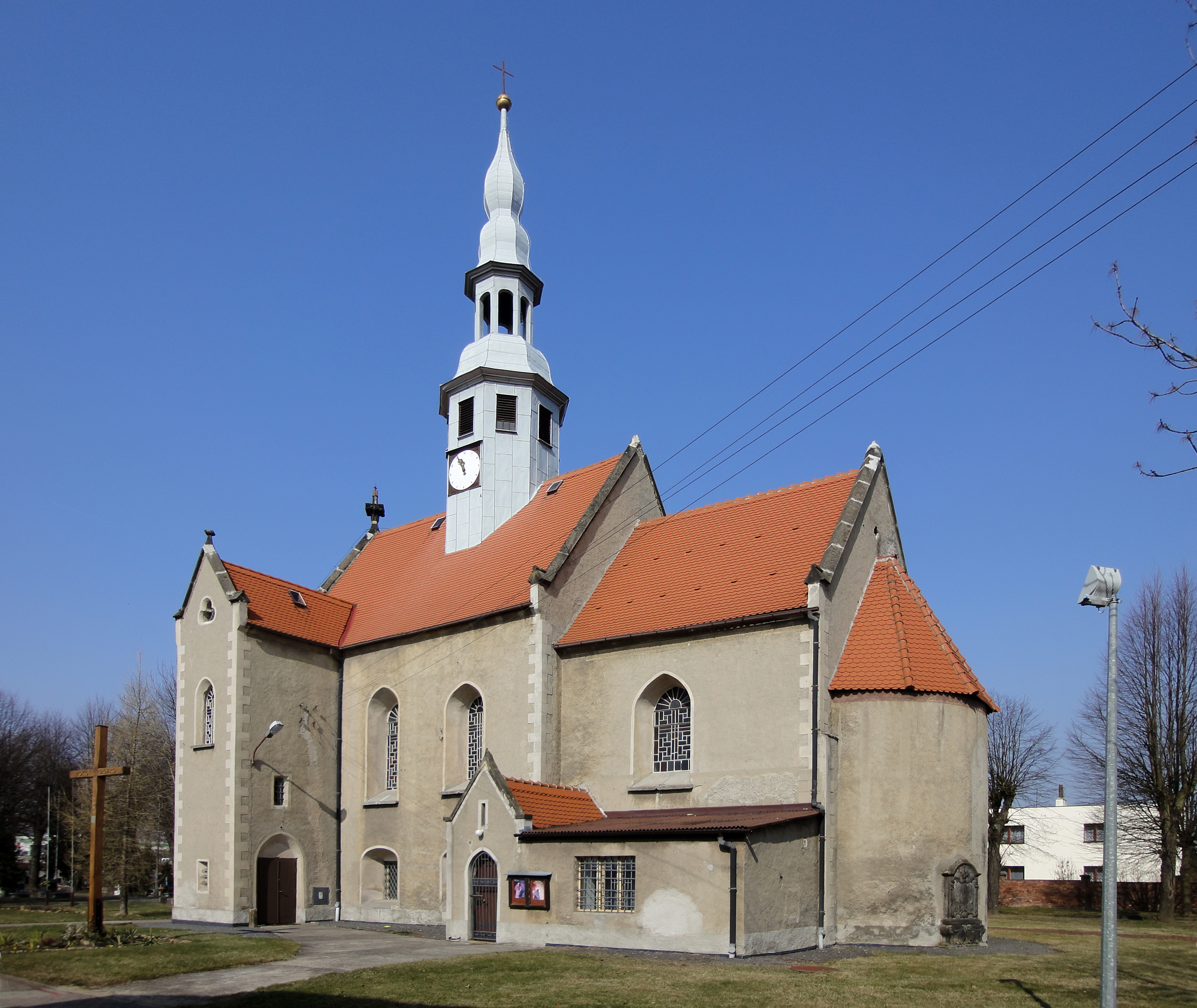
Kościół pw. św. Antoniego Padewskiego w Łagowie

Łagów (niem. Leopoldshain) – wieś w Polsce położona w województwie dolnośląskim, w powiecie zgorzeleckim, w gminie Zgorzelec.
W latach 1975–1998 miejscowość administracyjnie należała do województwa jeleniogórskiego.

## Położenie
Łagów to duża wieś leżąca na Pogórzu Izerskim, na Równinie Zgorzeleckiej, na wschód od Zgorzelca, na wysokości około 190–200 m n.p.m.

## Demografia
Według Narodowego Spisu Powszechnego (III 2011 r.) liczył 1305 mieszkańców. Jest największą miejscowością gminy Zgorzelec.

## Nazwa
Po raz pierwszy miejscowość jest wymieniana w 1305 roku pod nazwą Lutolfelshain. Nazwa wielokrotnie ulegała zmianom: Lewtelhayn, Lutoldisheyn, Leutoldshain, Leupelshain (rok 1510), Leupotzhein (rok 1593), Leipoldishain (rok 1753). Przed 1945 rokiem wieś nazywała się Leopoldshain, a po II wojnie światowej Leopoldów.

## Historia
- 24 listopada 1745 do Łagowa zawitał król Prus – Fryderyk II Wielki, który rozlokował się tutaj wraz ze swoją armią.
- 20 kwietnia 1813 gościł tu wnuk carycy Katarzyny II – car Aleksander I Pawłowicz Romanow. W tym samym czasie jego brat, książę Konstanty Pawłowicz, leżał chory w pobliskim pałacyku w Jędrzychowicach.
- 23 maja 1813 rozegrała się kilkugodzinna bitwa na łąkach pomiędzy Łagowem a Trójcą[1]. Po jednej stronie stanęły wojska francuskie wraz z saskim korpusem Reyniera, a po drugiej wojska sprzymierzone rosyjsko-pruskie[1]. Po południu na polu bitwy pokazał się sam Napoleon Bonaparte, który przybył tam ze swoją gwardią. Wojska rosyjsko-pruskie, którymi dowodził generał Pahlen, nie przestraszyły się jednak wielkiego francuskiego wodza i dzielnie broniły się aż do nocy. Dla mieszkańców Łagowa był to bardzo koszmarny dzień. Uciekający Rosjanie puścili z dymem 10 domów wraz z pastorówką, a czaru goryczy dopełnili Włosi, którzy ogołocili wieś ze wszelkich zapasów[1].

## Zabytki
Do wojewódzkiego rejestru zabytków wpisane są:
- Kościół  pw. św. Antoniego Padewskiego w Łagowie, filialny z XIII wieku, przełom XVIII/XIX w. Pierwszym pastorem ewangelickim, w latach 1530–1545, był zgorzelecki szewc Sartorius, którego wyświęcił sam Marcin Luter. Twórcą kościelnych organów był Christow Meywald z Pobiednej
  - cmentarz przy kościele, ewangelicki, obecnie rzymskokatolicki, z przełomu XVIII/XIX w.,
- Zespół pałacowy z XVI w.:
  - renesansowy  pałac wybudowany jako dwór w 1581 na polecenie Michała Endera von Serch. Z testamentu syna fundatora, Karola Endera von Serch wiadomo, że na początku XVII w. w dworze znajdowała się biblioteka, zbrojownia, kolekcja monet oraz dwa wielkie kredensy. W latach 1780–1782 oraz później, w XIX w., pałac był poddawany renowacji. Dwór to budowla trzykondygnacyjna na planie prostokąta, kryta dwuspadowym dachem. Po bokach dostawiono do niej trzy niższe przybudówki, a na dłuższej osi dworu wybudowano dwie wieże. Kwaterował tu w 1620 roku margrabia karniowski Jan Jerzy Hohenzollern, dowódca 18-tysięcznego korpusu, mającego chronić Łużyce przed wojskami cesarskimi i saskimi. W 1633 roku, kierujący oblężeniem Zgorzelca – książę frydlancki i żagański, generalissimus Albrecht von Wallenstein, obrał sobie za kwaterę łagowski zameczek. Latem 1680 roku częstym gościem we dworze był książę Jan III Wettin. Obecnie mieści hotel.
  - park